# 東京都道201号十里木御嶽停車場線
東京都道201号十里木御嶽停車場線（とうきょうとどう201ごう じゅうりぎみたけていしゃばせん）は、東京都あきる野市戸倉の十里木交差点と東京都青梅市御岳本町の御嶽駅とを連絡する一般都道である。

## 概要
- 起点：東京都あきる野市戸倉 東京都道33号上野原あきる野線交点 十里木交差点
- 終点：東京都青梅市御岳本町 国道411号交点 御嶽駅前交差点
- 延長：15,539m
- 面積：102,949m2
- 都道認定要件：地方開発のため特に必要な道路

## 通称
- 吉野街道（東京都道45号奥多摩青梅線との重複区間）

## 重複する道路
- 東京都道184号奥多摩あきる野線 ※ただし一般車両通行不能区間内にある為、道路地図上では書かれていないものが多く、通行不能区間内での重複区間としては全国的にも珍しい
- 東京都道45号奥多摩青梅線  名称無し交差点（青梅市御岳2丁目）- 御岳橋交差点

## 連絡する主要道
- 東京都道33号上野原あきる野線（檜原街道）- 十里木交差点
- 東京都道45号奥多摩青梅線（吉野街道）- 名称無し交差点（青梅市御岳2丁目）、御岳橋交差点
- 国道411号（青梅街道）- 御嶽駅前交差点

## 連絡する鉄道

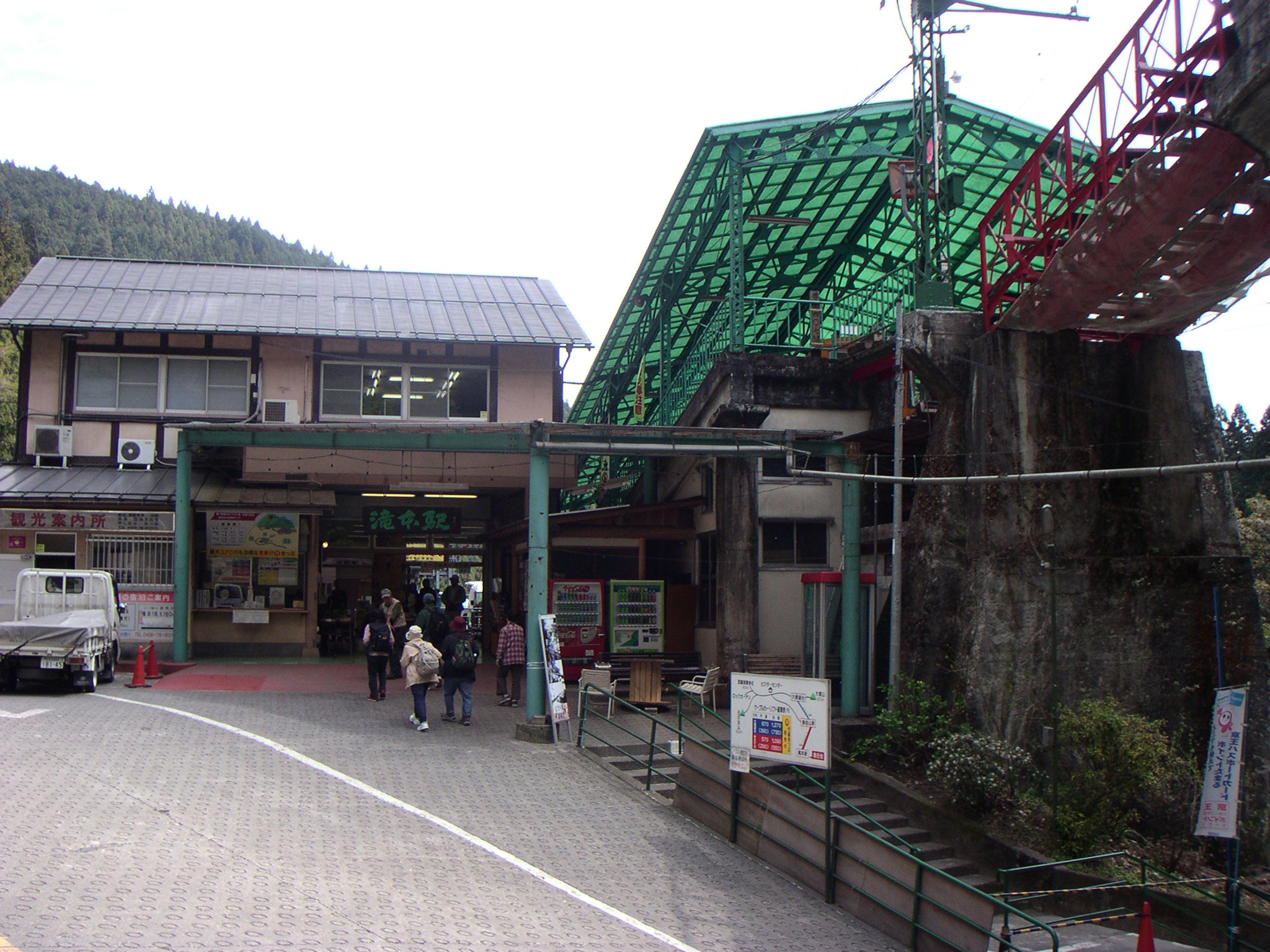
御岳登山鉄道滝本駅。本道より

- 青梅線 御嶽駅
- 御岳登山鉄道 滝本駅

## 特徴
- あきる野市養沢地内より御岳山山頂付近までは車両の通行は出来ない。御岳山の山頂近辺は比較的平坦であり、集落を形成していてその旅館（宿坊）街を通る。また、大晦日から元旦にかけて参拝客の往来が多く、車での通行や夜間利用する際は注意が必要である。御岳山山頂付近から御岳登山鉄道滝本駅までは、指定車両（山頂居住者の軽自動車等）等以外は車両の進入ができない。滝本駅から終点までは、路線バスが通り一般車も再び通行可能である。